# Piet Rentmeester
Petrus Laurentius Rentmeester, detto Piet (Yerseke, 27 agosto 1938 – Goes, 11 febbraio 2017), è stato un ciclista su strada olandese, professionista dal 1959 al 1966.

## Carriera
Professionista dal 1959 al 1966, visse il 1962 come annata migliore, vincendo in stagione la Parigi-Camembert e la Kuurne-Bruxelles-Kuurne. Concluse per due volte undicesimo, nel 1961 e 1962, nella prova in linea dei campionati del mondo.

## Palmarès

### Strada
- 1958 (dilettanti)

5ª tappa Olympia's Tour
6ª tappa Olympia's Tour
3ª tappa, 2ª semitappa Tour de Flandre occidentale
4ª tappa, 2ª semitappa Tour de Flandre occidentale
5ª tappa Tour de Flandre occidentale
Classifica generale Tour de Flandre occidentale
Tour du Limbourg (Paesi-Bassi)
- 1960 (Locomotief, una vittoria)

GP Fichtel & Sachs
- 1961 (Locomotief, cinque vittorie)

1ª tappa, 2ª semitappa Giro dei Paesi Bassi (Amsterdam > Amsterdam)
3ª tappa Giro dei Paesi Bassi (Dokkum > Emmen)
3ª tappa Tour du Nord
Gand-Bruges-Anvers
Grand Prix de clôture
- 1962 (Gitane, due vittorie)

Parigi-Camembert
Kuurne-Bruxelles-Kuurne
- 1963 (Peugeot, due vittorie)

Tour de Feyenoord
Bruxelles-Charleroi-Bruxelles
- 1964 (KAS, tre vittorie)

GP Ignacio
8ª tappa, 1ª semitappa Volta Ciclista a Catalunya (Alcanar > Salou)
8ª tappa Vuelta a Andalucía (La Línea de la Concepción > Malaga)
- 1966 (Televizier, una vittoria)

Flèche Enghiennoise

## Piazzamenti

### Grandi Giri
- Vuelta a España

1964: ritirato

### Classiche monumento
- Giro delle Fiandre

1961: 35º
- Parigi-Roubaix

1961: 69º
1962: 17º
- Liegi-Bastogne-Liegi

1962: 14º

### Competizioni mondiali
Karl-Marx-Stadt 1960 - In linea: 21º
Berna 1961 - In linea: 11º
Salò 1962 - In linea: 11º